# Absaroka-Beartooth Wilderness
Die Absaroka-Beartooth Wilderness ist ein Wildnisgebiet in den US-Bundesstaaten Montana und Wyoming, das 1978 aus bestehenden Nationalwaldflächen erschaffen wurde.

## Beschreibung
Das Wildnisgebiet liegt teilweise in den Gallatin-, Custer- und Shoshone-Nationalwäldern und hat eine Fläche von 3820 km². Es umfasst zwei verschiedene Gebirgszüge, nämlich das Beartooth- und das Absaroka-Gebirge. Diese Gebirgsketten sind geologisch völlig verschieden, wobei die Absarokas hauptsächlich aus vulkanischem (oder extrusivem) und metamorphem Gestein bestehen, während die Beartooths fast ausschließlich aus Granitgestein bestehen. Die Absarokas zeichnen sich durch ihr dunkles und zerklüftetes Aussehen, üppige und stark bewaldete Täler und eine reiche Tierwelt aus. Der höchste Gipfel des Gebirges, der sich in Wyoming befindet, ist der Francs Peak mit 4009 m. Die Beartooths sind eher alpin mit riesigen baumlosen Hochflächen und dem höchsten Gipfel im Bundesstaat Montana (Granite Peak, 3901 m). Das Wildnisgebiet umfasst 30 über 3700 Meter hohe Gipfel. Es ist ein integraler Bestandteil des Größeren Yellowstone-Ökosystems und grenzt an den Yellowstone-Nationalpark.
Es gibt 1100 km an Wanderwegen im Wildnisgebiet, Hunderte von Seen, ein paar Dutzend Bäche und ähnlich viele kleine Gletscher. Die Wälder werden von verschiedenen Fichten-, Tannen- und Kiefernarten dominiert, während in den Beartooth Mountains aufgrund der Höhenlage oft Tundra-Bedingungen herrschen. Die Beartooths haben die größte zusammenhängende Fläche von über 3000 m Höhe in den USA außerhalb Alaskas. In der Wildnis kommen u. a. Weißkopfseeadler, die Yellowstone-Cutthroat-Forelle, der bedrohte Grizzlybär, der Luchs und der Wolf vor.
Der Zugang zum Wildnisgebiet ist schwierig, am ehesten möglich ist er über den Beartooth Highway US 212 von Red Lodge in Montana aus.